# Parque San Martín
Parque San Martín is een plaats in het Argentijnse bestuurlijke gebied Merlo in de provincie Buenos Aires. 

## Naam
De stad is vernoemd naar José de San Martín.

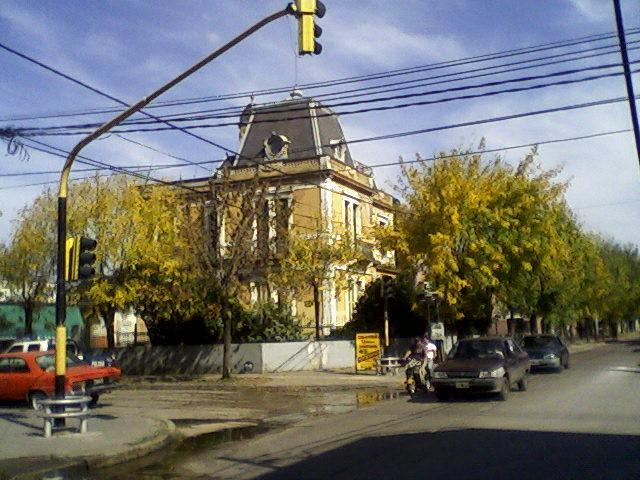
Colegio Nuestra Señora de la Gruta, katholieke school in Parque San Martín